# Düzce, Nusaybin
Düzce là một xã thuộc huyện Nusaybin, tỉnh Mardin, Thổ Nhĩ Kỳ. Dân số thời điểm năm 2010 là 109 người.